# Канські леви (фестиваль)

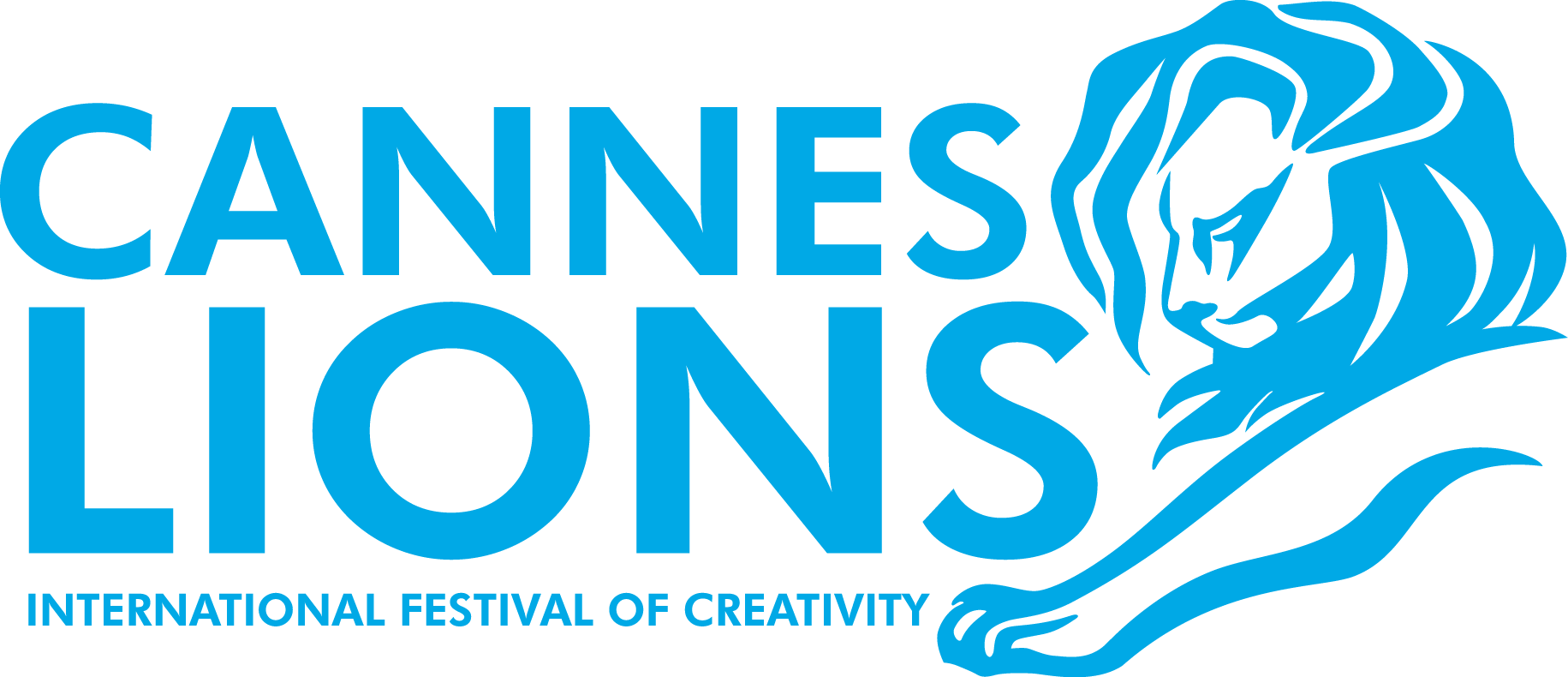
Міжнародний фестиваль творчості Cannes Lions

Міжнародний фестиваль творчості Cannes Lions (колишній Міжнародний фестиваль реклами) — це щорічна подія у галузі творчих комунікацій, реклами й суміжних галузей. На фестивалі відзначаються проривні, нестандартні ідеї, підходи і технології, які задають тенденції в розвитку  культури, бізнесу і суспільства.
Фестиваль вважається найбільшим збором професіоналів, дизайнерів, цифрових новаторів та маркетологів у світі.
Семиденний фестиваль проводиться щороку у Палаці фестивалів та конгресів у Каннах, Франція. Кожного червня фестиваль відвідують 15 тисяч зареєстрованих делегатів із 90 країн. Заходи включають церемонії нагородження та нетворкінг.

## Українські володарі призів

### 2017
Проект Українського кризового медіа-центру «Свідок» отримав «Бронзового Лева» у категорії Entertainment Lions for Music. Автором його ідеї став член правління Українського кризового медіа-центру Геннадій Курочка Це меморіальна кампанія до 75-х роковин трагедії у Бабиному Яру. Це вперше, коли таку нагороду отримала українська кампанія.

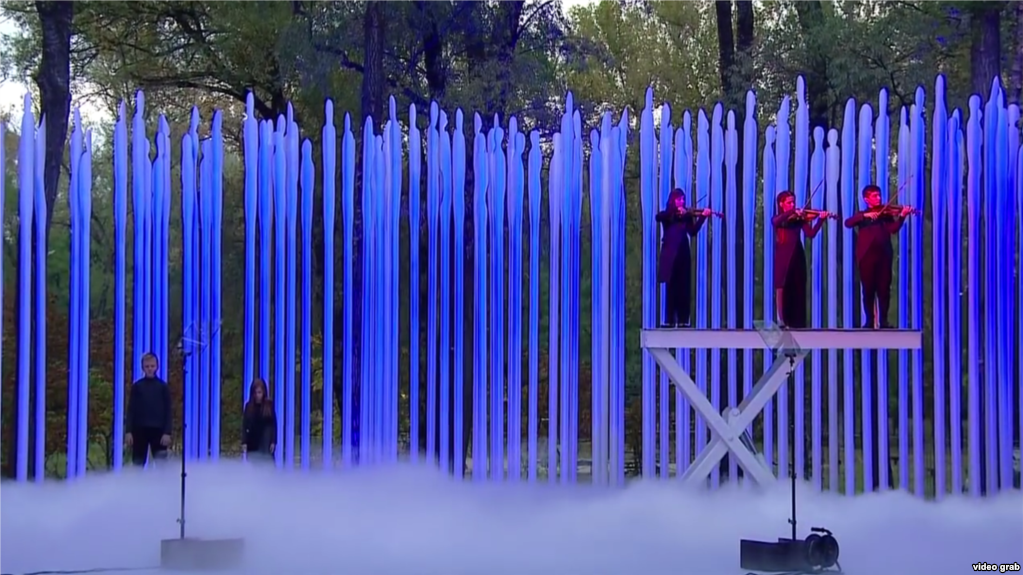
Виконання музичного твору «Свідок» є частиною інсталяції «Шофар», названої так на честь культового єврейського музичного інструменту

Проект «Свідок» — це нагадування про найбільшу трагедію єврейського народу під час Другої світової війни. Твір «Свідок» композитора Святослава Луньова — це музичний пам'ятник трагедії єврейського народу у Другій світовій війні, написаний до 75-ї річниці Бабиного яру. У метафоричній формі музичний твір побудовано як свідчення вітру — очевидця подій 75-річної давнини.

### 2018
Київська аґенція Banda Agency та студія Republique отримали бронзову статуетку в категорії Design Lions за брендинг Євробачення-2017. В основу було покладено традиційне українське намисто.

### 2021
Проєкт Motherland Pride від Saatchi & Saatchi Ukraine присвячений захисту прав LGBTQ+ і гендерній рівності. В червні 2020 року до меча «Батьківщини-Мати» прикріпили прапор ЛГБТК+. Ці зміни трансформували символізм статуї — від радянських цінностей до підвищення обізнаності про питання гендерної рівності. Результатом проєкту стали публікації про подію в ЗМІ та понад 100 млн переглядів за перші три дні кампанії.

### Додаткові відзнаки
Хоча 2019 року в України не було офіційних «Левів», завдяки успіхам молодих креаторів Україна вперше ввійшла до рейтингу Global Creativity Report 2019 — топ-25 нагороджуваних країн серед усіх, які подавалися і брали участь у фестивалі. Креативні пари з України отримали відзнаки Young Lions у категоріях Print, Desing, Film.
Перший шортліст у скарбничці України з'явився у 2007 році (здобуло агентство MEX). Цього ж року вперше конкурсанти від України взяли участь у конкурсі Young Lions Competitions.

### 2023
Бронзового лева в категорії Sustainable Development Goals отримав український проєкт Wikitruth від Ukrainian Witness, що публікує у Вікіпедії фотографії руйнувань українських міст російськими військами. В цій категорії беруть участь ініціативи, що користуються креативністю, щоб впливати на світ задля покращення. За даними представників проєкту, завдяки йому 13.3 млн росіян у 2022 році побачили правду про війну в Україні.

### 2024
Бронзового лева в категорії Media здобув проєкт «Мед мінних полів» (англ. Minefield Honey), реалізований креативною агенцією Saatchi & Saatchi Ukraine та агрокомпанією Kernel за підтримки МЗС України, а також за участі DRONARIUM і Спілки пасічників України. Проєкт спрямований на привернення уваги до проблеми замінованих сільськогосподарських земель в Україні.

### 2025
У 2025 році українські проєкти здобули значний успіх на фестивалі. Проєкт «Мед мінних полів» (англ. Minefield Honey: Harvesting Hope) здобув першу в історії України золоту нагороду. «Золото» було отримано в категорії «Гідна праця та економічне зростання» (англ. Sustainable Development Goals: Decent Work And Economic Growth). Цей же проєкт отримав бронзову нагороду в категорії «Корпоративна мета й соціальна відповідальність» та потрапив до шортлиста категорії «Титан».
Також бронзову нагороду для України здобуло шоу «Холостяк» від Starlight Media.

## Українське представництво фестивалю
Представництво Cannes Lions в Україні з 2006 року працює над популяризацією новітніх досягнень і найзначущих робіт в області креативних індустрій, а також допомагає українським компаніям достойно представлятися на міжнародній сцені в рамках фестивалю креативності Cannes Lions. Представництво консультує щодо подачі робіт на фестиваль, реєстрації українських делегатів, а також поширює актуальні можливості від делегатів серед української креативної спільноти.
Офіційні представники Cannes Lions в Україні — Ірина Кузнєцова та Костянтин Кузнєцов.